# Пачкалин, Виктор Николаевич
Виктор Николаевич Пачка́лин (род. 16 августа 1952 года, Москва, РСФСР, СССР) — советский хоккеист, тренер.

## Биография
Родился 16 августа 1952 года в Москве. Воспитанник ДЮСШ «Спартака».
В 1963 году в возрасте одиннадцати лет Виктор Пачкалин пришёл в спартаковскую школу. Долгое время выбирал между футболом и хоккеем. Но все же выбор пал на зимний вид спорта. Его первый тренер Александр Игумнов сразу подметил сильные качества начинающего хоккеиста — хорошую скорость, сильный бросок и умение вести силовую борьбу — и определил его в нападение. Служил в Вооруженных Силах в составе СКА МВО (Калинин) в течение двух сезонов. Вернулся в «Спартак» в 1973 году.
Из-за дефицита игроков обороны тренер «Спартака» Николай Карпов решил перевести Пачкалина в оборону, что через некоторое время дало свои результаты. Выступая поочередно с Федором Канарейкиным и с Василием Спиридоновым, Виктор Николаевич со временем стал основным защитником команды. В Чемпионском сезоне 1975—1976 пятерка «Спартака» Пачкалин-Спиридонов (Канарейкин), Костылев-Рудаков-Баринев внесла существенный вклад в завоевание золотых медалей.
В Высшей лиге чемпионата СССР провел 359 матча, забросил 71 шайбу.
После этого Виктор Пачкалин долгое время выступал за воскресенский «Химик» и «Торпедо» (Ярославль). Позже играл в Немецкой хоккейной лиге за ЕК Кассель (Кассель). Закончив карьеру игрока, вернулся в московский «Спартак» в качестве уже детского тренера, позднее тренера второй и первой команды.

## Достижения
- Чемпион СССР: 1976
- Бронзовый призёр чемпионата СССР: 1975
- Чемпион Первой лиги СССР: 1987